# Stormyrtjärnen (Åsele socken, Lappland)
Stormyrtjärnen är en sjö i Åsele kommun i Lappland och ingår i Ångermanälvens huvudavrinningsområde. Sjön har en area på 0,0655 kvadratkilometer och ligger 310 meter över havet.

## Delavrinningsområde
Stormyrtjärnen ingår i det delavrinningsområde (710653-157888) som SMHI kallar för Inloppet i Vispsjön. Medelhöjden är 329 meter över havet och ytan är 14,31 kvadratkilometer. Räknas de 23 avrinningsområdena uppströms in blir den ackumulerade arean 186,49 kvadratkilometer. Noreån som avvattnar avrinningsområdet har biflödesordning 2, vilket innebär att vattnet flödar genom totalt 2 vattendrag innan det når havet efter 192 kilometer. Avrinningsområdet består mestadels av skog (77 procent) och sankmarker (16 procent). Avrinningsområdet har 0,64 kvadratkilometer vattenytor vilket ger det en sjöprocent på 4,5 procent.